# هتم‌لر (تووز)
هتم‌لر (به لاتین: Hətəmlər) یک منطقه مسکونی در جمهوری آذربایجان است که در شهرستان تووز واقع شده است. هتم‌لر ۱۴۳ نفر جمعیت دارد.